# Sommacampagna
Sommacampagna är en ort och kommun i provinsen Verona i regionen Veneto i Italien. Kommunen hade 14 789 invånare (2018).